# Lorenzo Nelli
Lorenzo Nelli (Campiglia Marittima, 7 agosto 1809 – Firenze, 5 aprile 1878) è stato un magistrato, giurista e politico italiano.

## Biografia
Lorenzo Nelli nacque a Campiglia Marittima il 17 agosto 1809 da Giuseppe e Laura Pisanelli. Fece i propri studi universitari presso l'ateneo pisano dove il 7 novembre 1825 sostenne l'esame di ammissione alla facoltà di giurisprudenza fino al conseguimento della laurea in diritto civile e canonico con Mariano Grassini, il 23 giugno 1829. La sua carriera nell'ordine giudiziario ebbe inizio con la nomina a secondo sostituto del Regio procuratore al tribunale di prima istanza di Pisa, residente in Pontremoli (1839), e poi con la nomina a procuratore generale presso la Corte di appello di Lucca (1862-1866).
Politicamente partecipò al movimento nazionale in Toscana: nel 1848 e 1849 fu deputato all'Assemblea toscana; nel 1859 venne nuovamente eletto all'Assemblea e fu membro della commissione incaricata dello studio sul sistema penitenziario toscano. Nel 1861 fu chiamato a reggere, dopo l'annessione alla monarchia sabauda, la direzione generale del Ministero di grazia e giustizia durante il governo provvisorio. Nel primo parlamento italiano venne eletto deputato alla VIII legislatura nel collegio di Volterra. Tra i vari incarichi, si segnala la nomina a membro della commissione speciale per il Codice di procedura civile (1865). Fu inoltre uno dei componenti l'alta corte di giustizia del Senato che giudicò l'ammiraglio Carlo Pellion di Persano.
Decaduto dalla carica di deputato, fu procuratore generale alla Corte di appello di Firenze (1866-1869) e poi dell'Aquila (1869). Collocato in riposo nel 1871, gli venne offerto il rientro in servizio con la nomina a procuratore generale presso la Corte di appello di Napoli, incarico che Lorenzo Nelli preferì rifiutare. Fu rieletto alla Camera dei deputati nel 1876 per l'XI legislatura nel collegio di Grosseto, rieletto anche per la XII e la XIII legislatura.
Morì a Firenze il 5 aprile 1878.